# Lloyd D. Jackson Square
Pour les articles homonymes, voir Jackson Square.

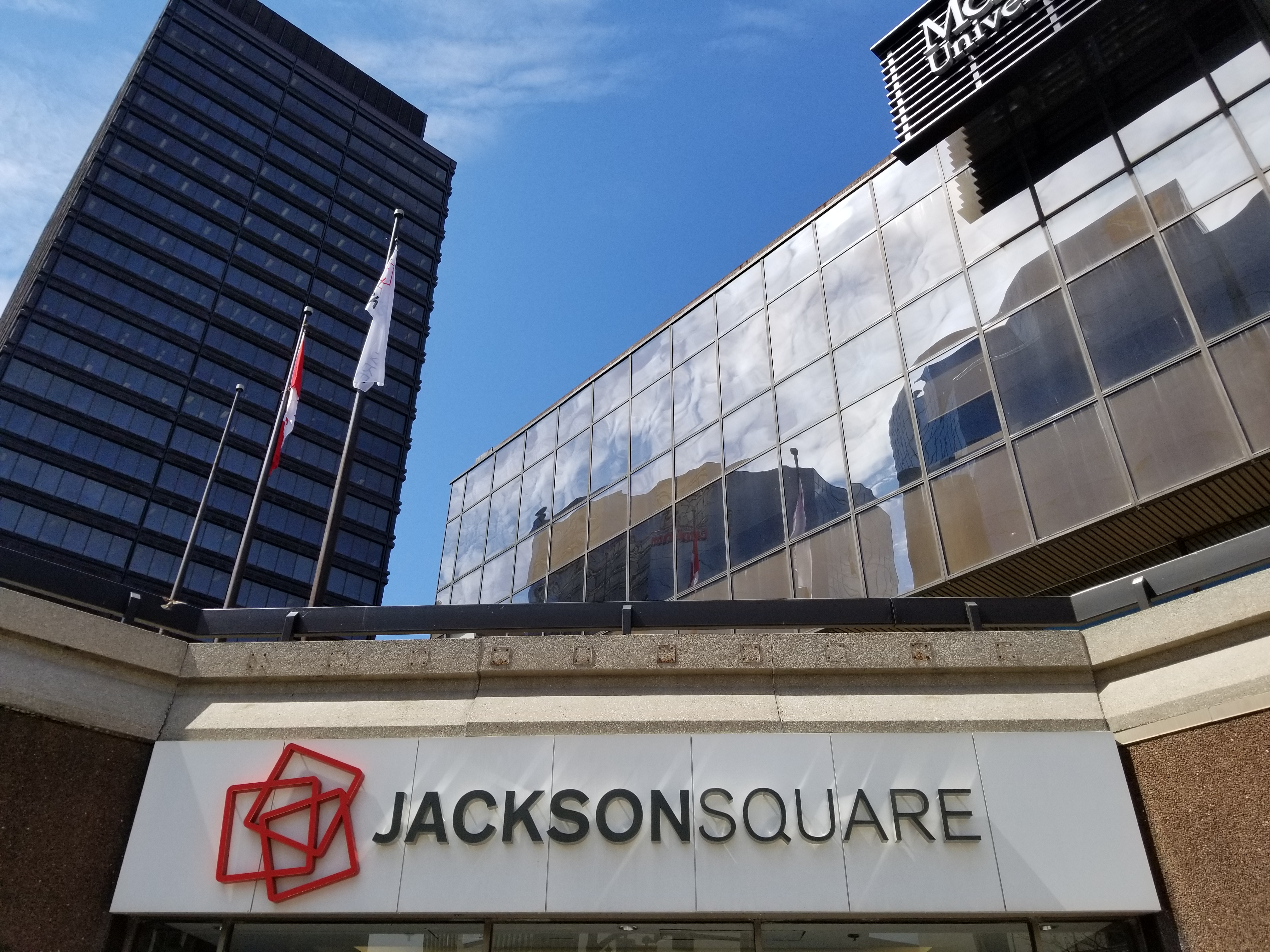
Entrée de Jackson Square en 2019.

Lloyd D. Jackson Square, également connu sous le nom de Jackson Square, est un important centre commercial du centre-ville de Hamilton, en Ontario, au Canada. Ouvert en 1972, il porte le nom de Lloyd Douglas Jackson (en), le maire de la ville de 1950 à 1962.
Il est bordé par quatre des plus grandes artères de Hamilton, les rues King au Sud, Bay à l'Ouest, le boulevard York au Nord et la rue James à l'Est.